# Niophis neotropica
Niophis neotropica är en skalbaggsart som först beskrevs av Martins 1961.  Niophis neotropica ingår i släktet Niophis och familjen långhorningar. Inga underarter finns listade i Catalogue of Life.